# Odpadne vode
Odpadna meteorna voda s streh in dvorišč  praviloma ponika v tla v PONIKOVALNICAH (1). 

Komunalna odpadna voda iz objektov najprej priteče v zasebni, HIŠNI REVIZIJSKI JAŠEK (2) od koder se priključi na JAVNO KANALIZACIJO (3), ki je sestavljena iz cevi in jaškov. REVIZIJSKI JAŠKI (4) so namenjeni vzdrževanju kanalizacije. 

Voda po kanalizaciji večinoma teče gravitacijsko. Če ni padca ali se pojavi prepreka, se v PREČRPALIŠČU (5) odpadna vodo prečrpa na višjo točko. 

Kanalizacija se zaključi s komunalno čistilno napravo, ki vodo prečisti do zahtevanih normativov. 
Voda po kanalizaciji priteče v fazo prečiščenja, kjer se na GRABLJAH(6)odstranijo trdni delci , večji od 2mm (ki jih v kanalizaciji sploh ne bi smelo biti). V PESKOLOVU (7) se odstrani pesek, ki potone na dno, in maščobe, ki priplavajo na površje. Naslednja faza je primarno čiščenje, kjer se odstrani druge trdne delce, ki potonejo ali priplavajo na površje v PRIMARNEM USEDALNIKU (8) V fazi sekundarnega čiščenja se odstrani raztopljene organske snovi. V terciarni stopnji pa se odstrani hranila, to so dušikove in fosforne spojine. Obe fazi potekata v SEKVENČNEM BIOLOŠKEM REAKTORJU (9), kjer se menjajo sekvence vpihovanja zraka, mirovanja vodein prečrpavanja vode. Prečiščena voda preko MERILNEGA KANALA IN UV DEZINFEKCIJE (10) odteče v okolje. 

Pri procesu čiščenja odpadne vode nastaja veliko blata, ki se zbira v ZGOŠČEVALNIKU BLATA (11) od koder se črpa v GNILIŠČE (12) kjer se anaerobno sterilizira. Pregnito blato se preko DEHIDRACIJE (13) stabilizira do 30% suhe snovi in odda pooblaščenem prevzemniku. 

Uporabljena voda, ki priteče iz naših hiš je komunalna odpadna voda. To je umazana mešanica vode iz stranišč, kuhinj ter milnate vode iz naših kopalnic. Vsa ta mešanica odpadne vode nato odteče po kanalizacijskem sistemu do centralne čistilne naprave, kjer se odpadna voda očisti in spusti nazaj v okolje.
parametri odpadne vode so;
Fizikalni, biološki in kemijski 
- temperatura
- pH
- KPK
- BPK5
- TOC
- usedljive snovi
- neraztopljene snovi
- raztopljene snovi
- dušikove spojine
- fosforjeve spojine
- specifične komponente
- razgradljivost
- strupenost